# Крвна освета у Црној Гори
Крвна освета у Црној Гори је као масовна појава постојала до средине 19. вијека.
Обичај крвне освете је словенског поријекла. Током средњег вијека, на Балкану је овај обичај био познат под називом „враж(ь)да”. За вријеме владавине краља Милутина „вражда” се рјешавала новчаним плаћањем. У документима краља Твртка I, израз „искати крви” се спомиње као компензација за убиство. Осим у Црној Гори, обичај крвне освете је постојао и у Далмацији, Јужној Србији и Македонији.

## Опис
Као што је навео Јован Поповић-Липовац, људи сматрају ову праксу не само законом природе, већ и за Божјим законом. Не осветити се непријатељу у току једне године сматрало се кукавичлуком и такву особу изругивале су чак и жене: „Скини панталоне, обуци сукњу, ти ниси јунак, ниси се осветио, ти си кукавица!” Ако рецимо, Црногорац из племена Бјелопавлића убије некога из племена Цуца, сви Цуци сматрају својом дужношћу да освете убијеног саплеменика. Ако не могу да убију убицу, бива убијен први бјелопавлићки мушкарац, пошто су дјеца и жене изузети из освете. Бјелопавлићи, заузврат, убију Цуца, Цуци поново Бјелопавлића, и тако освета може да се настави неколико година док се не склопи мир између два племена. Разлози за осветом могу бити разни. Обично се то дешавало због осрамоћења сестре, родице, одбацивања жене након брака, а на крају међу разлоге спадају и убиство, рањавање или поврјеђивање. Дешавало се и да се жена свети за себе или за њеног љубавника. Крвну освету било је могуће избјећи плаћањем у новцу или женидбом са припадницом одређеног племена.
Игор Петровић Ковалевски пише да се крвна освета дешавала и због крађе козе или краве, али да је најчешћи разлог бивао осрамоћење неког члана породице.
Историчар Милаковић описује вријеме црногорског владике Петра I:
Није било ни једне Нахије, ни Брда чији су становници живјели у миру, и била је веома ријекта ситуација наћи племе у оквиру кога се нису водили унутрашњи ратови и гдје није долазило до проливања братске крви. Племена Катунске нахије су водили ратове са племенима Ријечке и Црмничке нахије, Пипери су ратовали са Бјелопавлићима, а Бјелопавлићи истовремено са Катуњанина, Морачани са Ровчанима који су опет били у рату са Бјелопавлићима и Пиперима, Баици су били у константном рату са Доњекрајцима, затим са Његушима и Ћеклићима, Љубибратићи са Ћеклићима, Цеклићи са Дробњацима, итд
Петар I Петровић Његош је у својим посланицама и писмима често спомињао ове сукобе Брђана, Црногораца, Херцеговаца... Примирје се звало „вјера”, „ухватити вјеру” c неким на неки одређени период. Тако он у писмима Његушима и архимандриту Јосифу 1813. године пише:
...излази вјера међу Цуцама и Бјелицама... трудите се да вјеру изнова међу њима ухватите... и Чевјани и Ћеклићи да се око тога потруде, докле се нијесу опет поклали... зло међу Бјелопавлићима и Пиперима...хоће бит међу њима велико крвопролиће, и ако се поклаше ја знам да ће и једни и други себе разурит и своју слободу изгубит... који ће их молити и кумити да се умире и да не пуштају крвави мач међу собом. Него и ви скочите такођер да их и ви уједно с Црногорцима молите, да суд поставе и да не учине душманима на вољу, који једва чекају да се они покољу... Ово је нас нагнало, да неколико Црногораца тамо пошаљемо. И ако Брђани љубе... и своју слободу и поштење мислим да ће послушати и да ће се умирит.

## Укидање
Народна скупштина одржана у манастиру Стањевићи усвојила је 18. октобра 1798. године Законик опшчи црногорски и брдски за црногорска и брдска племена. Овај законик је познат и као „Законик Петра I”. Основни циљ овог законика је било потискивање старог обичаја крвне освете. Члан 3. овог законика, прописивао је и одузимање имовине, у корист државе и породице преминулог, уколико се оптужени крио ван земље и није могао бити ухваћен. Члан 5. законика је прописивао, да особа која ухвати убицу има право да га убије и да за то неће одговарати пред законом. За спровођење крвне освете, прописиване су смртне казне. Током 1815. године свештеник Н. Калуђеровић прописао је око 1.500 смртних казни. Павле Ровински је извјештавао о постојању крвне освете у Црној Гори на прелазу из 19. вијека у 20. вијек. Срби имају изреку Ко се не освети, тај се не посвети.